# チェターラ
チェターラ（イタリア語: Cetara）は、イタリア共和国カンパニア州サレルノ県にある、人口約2,100人の基礎自治体（コムーネ）。
アマルフィ海岸に面した漁業の町で、コラトゥーラ・ディ・アリーチ・ディ・チェターラと呼ばれる魚醤が特産品である。

## 地理

### 位置・広がり・地勢
サレルノ県北西部のアマルフィ海岸に位置する町で、サレルノとアマルフィの中間（ややサレルノ寄り）にあたる。県都サレルノから西南西へ約7km、アマルフィから東へ約8km、州都ナポリから南東へ約43kmの距離にある。南東にサレルノ湾に面し、背後にはソレント半島の脊梁をなすラッターリ山脈の急峻な山並みが迫る。町域の最高峰は Monte Demanio (932m) である。

#### 隣接コムーネ
- ヴィエトリ・スル・マーレ - 北東
- マイオーリ - 西

- チェターラ（2007年）
- 海から見たチェターラ
- 海から見たチェターラ

## 社会
チェターラでは、カタクチイワシ（アンチョビ）の頭と内臓を取り除いて塩漬けにして発酵させた魚醤の一種、コラトゥーラ・ディ・アリーチが生産されており、地名を冠したコラトゥーラ・ディ・アリーチ・ディ・チェターラの名で特産品となっている。
- コラトゥーラ・ディ・アリーチ・ディ・チェターラ（右後方）

## 交通

### 道路
- SS163 (it:Strada statale 163 Amalfitana)